# Cacosternum karooicum

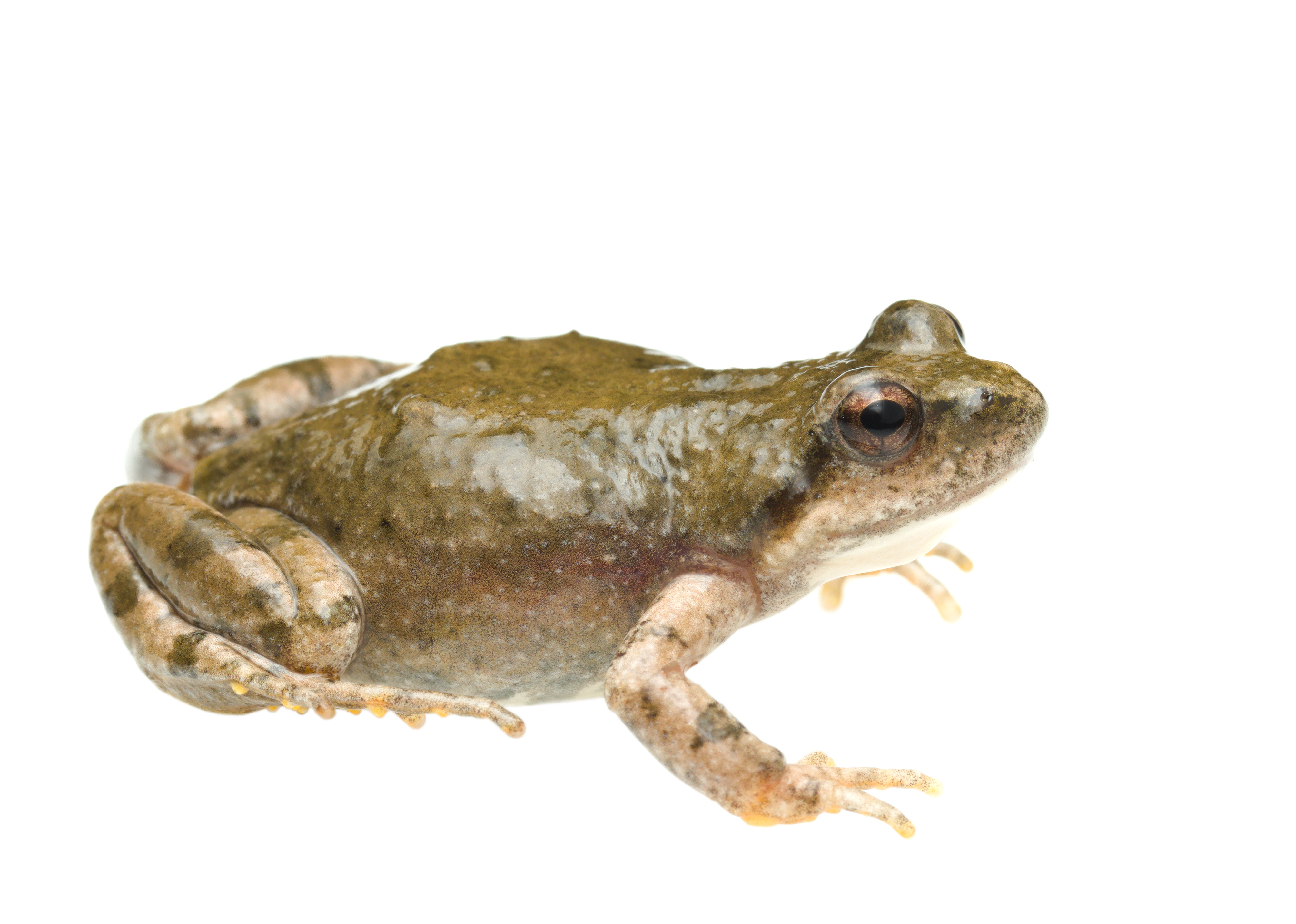
Fotografia d'un especimen de Cacosternum karooicum.

Cacosternum karooicum és una espècie de granota que viu a Sud-àfrica.